# (3843) OISCA
(3843) OISCA (1987 DM) – planetoida z pasa głównego asteroid okrążająca Słońce w ciągu 7,96 lat w średniej odległości 3,98 j.a. Odkrył ją Yoshiaki Ōshima 28 lutego 1987 roku.